# Prosotas patricae
Espèce

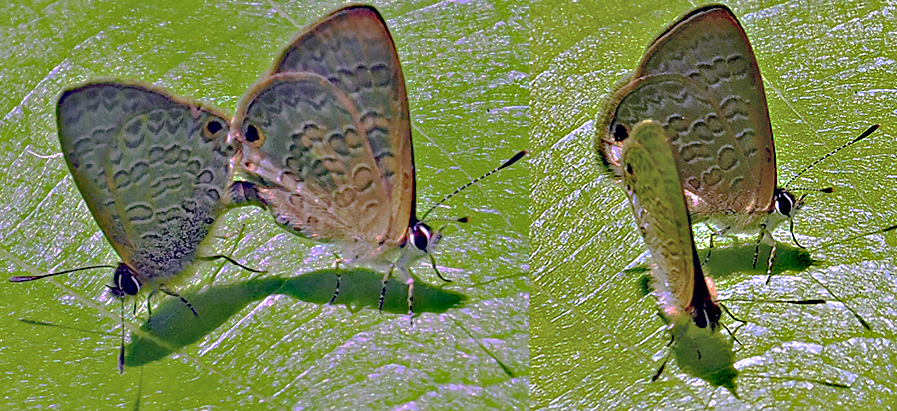
Prosotas patriciae: accouplement, femelle à droite

Prosotas patricae est une espèce océanienne de lépidoptères (papillons) de la famille des Lycaenidae.

## Description
L'imago de Prosotas patricae est un petit papillon.

## Distribution et biotopes
Prosotas patricae est présent au Vanuatu, aux Tonga et en Nouvelle-Calédonie,.
On le trouve dans les jardins, à des altitudes de 150 à 260 m.

## Systématique
L'espèce Prosotas patricae a été décrite par W. John Tennent en 2003. Elle appartient à la famille des Lycaenidae, à la sous-famille des Polyommatinae et au genre Prosotas.

## Protection
L'espèce n'a pas de statut de protection particulier en Nouvelle-Calédonie.